# Wichard von Alvensleben
Wichard von Alvensleben (ur. 19 maja 1902 w Wittenmoor (ob. część Stendal), zm. 14 sierpnia 1982 w Ascheberg) – niemiecki wojskowy, oficer Wehrmachtu.
Pochodził z rodziny arystokratycznej, miał troje rodzeństwa. Jego starszymi braćmi byli Udo von Alvensleben - historyk sztuki i Ludolf Jakob von Alvensleben. Studiował leśnictwo, rolnictwo oraz prawo w Eberswalde i Monachium. W 1927 r. poślubił Corę von Erxleben, z którą doczekał się dwojga dzieci. W okresie międzywojennym administrował odziedziczonymi przez żonę majątkami ziemskimi w powiecie strzeleckim i myśliborskim.
W okresie II wojny światowej Alvensleben walczył jako oficer Wehrmachtu w Polsce, Francji, ZSRR, Afryce i we Włoszech. W 1941 r. w czasie walk na froncie wschodnim został ranny. Jego żona popełniła samobójstwo w 1945 r. w swoim majątku w chwili, gdy zbliżała się do niego Armia Czerwona. Po powrocie z niewoli amerykańskiej Alvensleben zamieszkał na terenie Niemiec Zachodnich i ożenił się po raz drugi.
Wichard von Alvensleben wsławił się w ostatnich dniach wojny akcją, dzięki której uwolniono z rąk SS prominentnych więźniów obozów koncentracyjnych. Wydarzenia te opisał 60 lat później dziennikarz Hans-Günter Richardi. Sam Alvensleben wskazywał w swoim liście do jednego z uratowanych – pastora Martina Niemöllera – że jego czyn motywowany był głęboką wiarą chrześcijańską.